# Elena Soja
Elena Igorevna Soja (in russo Елена Игоревна Соя?; Mosca, 9 novembre 1981) è una sincronetta russa.

## Palmarès

### Olimpiadi
- 1 medaglia:
  - 1 oro (Sydney 2000 a squadre)